# Кафедральный собор Вероны
Кафедральный собор Вероны (итал. Duomo di Verona) — католический собор в городе Верона (Италия), местонахождение кафедры епископа города.
Строительство храма в романском стиле было начато в первой половине XII века, освящение состоялось в 1187 году. В середине XV века он был надстроен и расширен, в результате чего приобрёл позднеготические черты. От первоначального романского облика остался входной портал с портиком на витых колоннах, опирающихся на крылатых грифонов. Он создан мастером Николо, автором входного портала базилики Сан-Дзено Маджоре. Над порталом в люнете находится рельефное изображение Девы Марии в сцене поклонения пастухов и волхвов. Портал украшен скульптурными изображениями ветхозаветных пророков, сценами охоты и фигурами двух рыцарей из каролинского эпоса — Роланда и Оливьера.
Собор трёхнефный, внутреннее убранство выполнено в готическом стиле, который подчёркивают колонны из красного веронского мрамора, стрельчатые аркады, крестовые своды с золотыми звёздами на голубом фоне. Боковые алтари и приделы устроены в особых секциях, расписанных в XVI веке Джованни Фальконетто.
К значимым произведениям искусства, находящимся в соборе, относятся:
- «Поклонение волхвов» (Либерале да Верона);
- «Положение во гроб» (Николо Джольфино);
- «Вознесение Девы Марии». Картина Тициана. Вторая версия композиции «Ассунта», написана в 1535 году после создания алтарного образа для церкви Санта-Мария-Глорьоза-дей-Фрари в Венеции.

К собору примыкает клуатр в романском стиле. Его обрамляет двухуровневая аркада их сдвоенных колонн из красного мрамора. В клуатр выходит здание библиотеки Капитула, церковного хранилища рукописей. К клуатру примыкает баптистерий Сан-Джованни ин Фонте.
В соборе расположена Капитолийская библиотека Вероны, в которой хранится много редких рукописей и печатных книг.

## Известные люди
В соборе служил композитор позднего ренессанса — раннего барокко Стефано Бернарди.

## Галерея

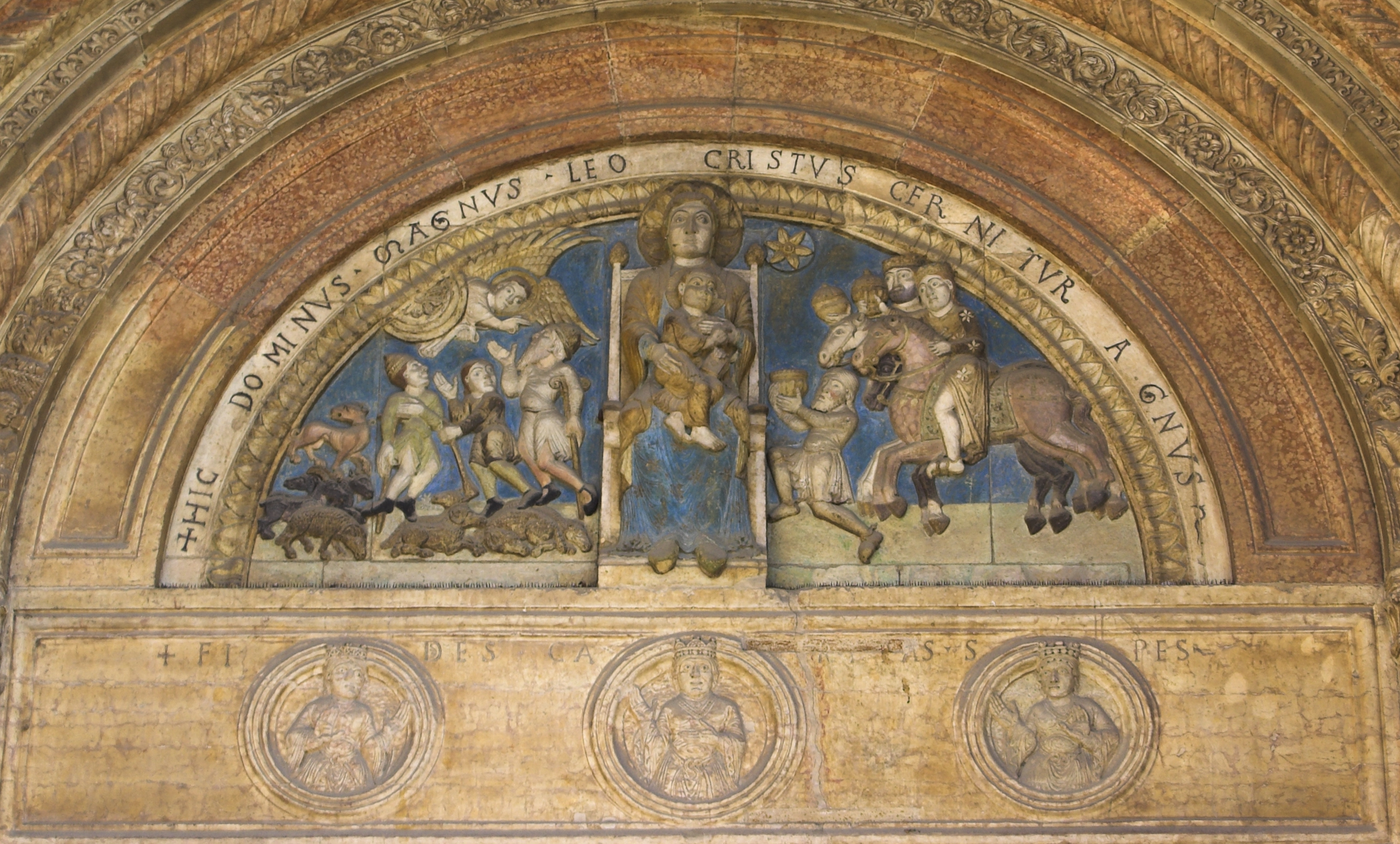
Рельеф люнеты входного портала
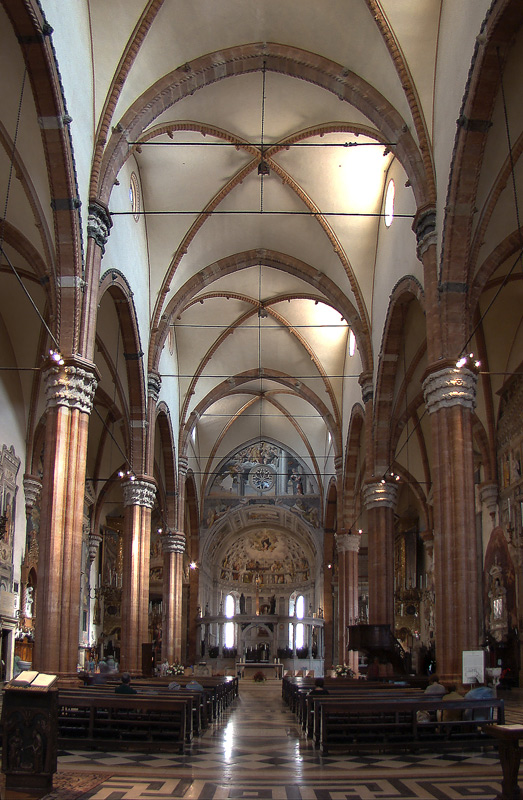
Центральный неф
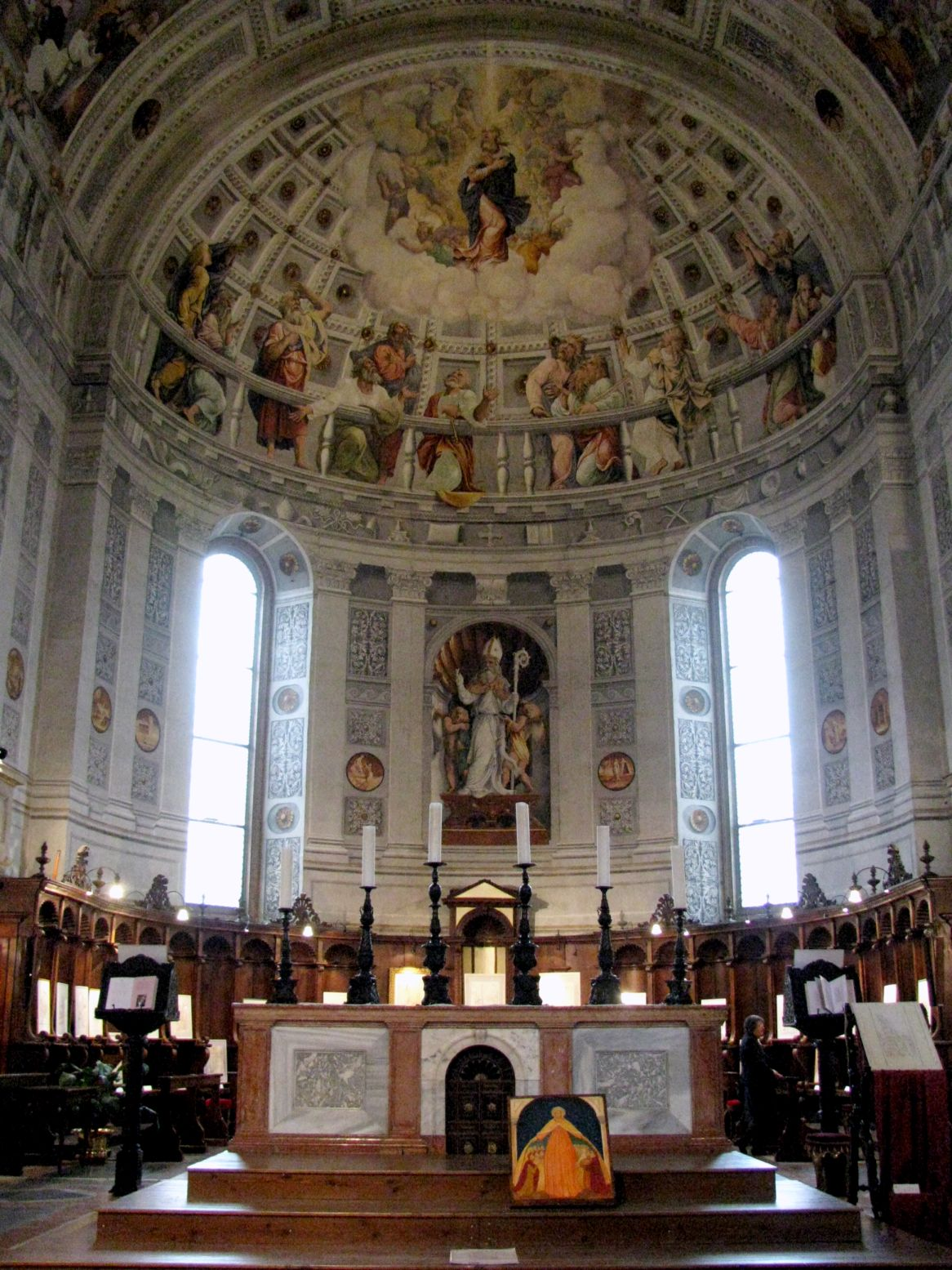
Главный алтарь
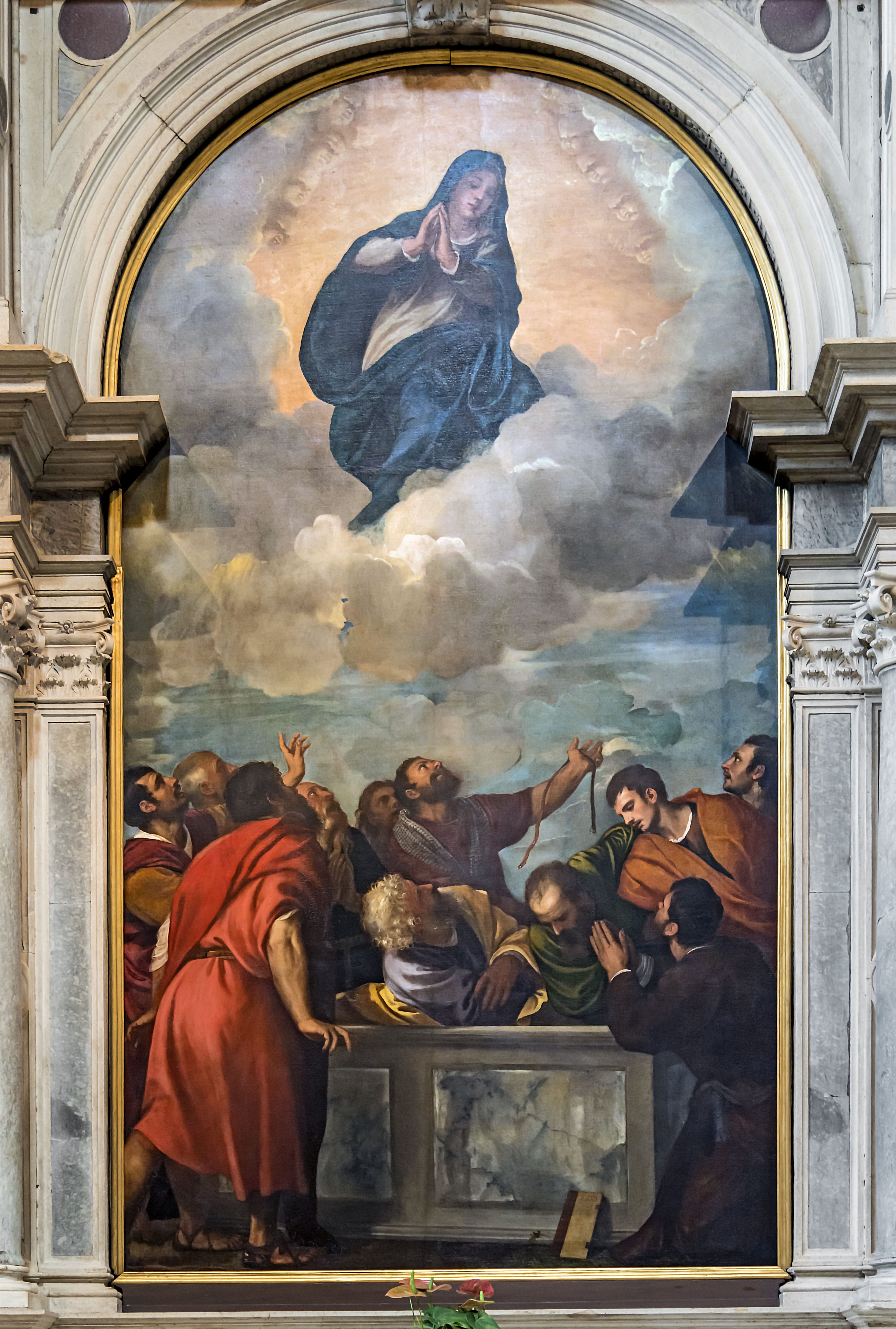
Тициан. Вознесение Девы Марии. 1535